# Gamla brandstationen, Kalmar

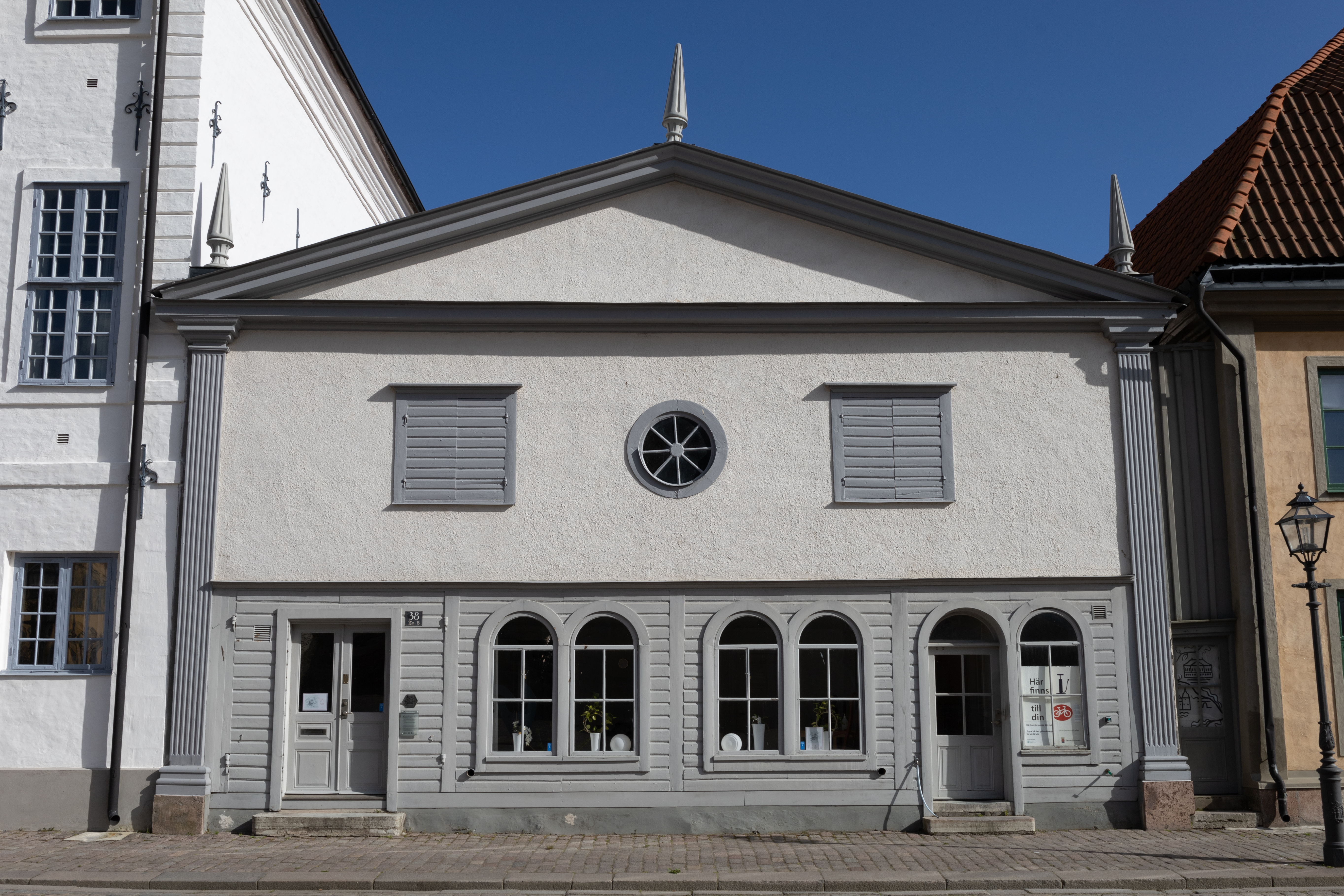
Gamla brandstationen vid Stortorget i Kalmar, byggdes 1760 och hade sin verksamhet i huset fram till 1886.

Gamla brandstationen var en brandstation vid Stortorget 38 i Kalmar. Brandstationen byggdes 1760 i kvarteret Rådmannen 5 (f.d. kvarteret Rådmannen 4). Byggnaden är idag byggnadsminne.
Köpmannen Peter Baumgardts hus finns nämnt 1681. Stadens magistrat beslöt år 1760 att ett brandhus skulle uppföras på Stortorget. Det var  Kalmars första brandstation och det låg granne med rådhuset. Huset erhöll sitt nuvarande utseende på 1830-talet. Det renoverades då med anledning av Karl XIV Johans besök. Det så kallade "spruthuset" fick en kuliss på gavelsidan. Staden snyggades upp inför kung Karl XIV Johans besök. Bland annat försågs skärmgaveln mot Stortorget med hörnpilastrar. Byggnaden är uppförd i korsvirke och trä och har pulpettak mot gården. Ursprungligen dominerades fasaden av stora välvda portöppningar utformade med hänsyn till husets funktion som brandstation. Portarna sattes igen och nya ingångar togs upp då brandhuset 1889 inreddes till köttbesiktningsbyrå. Vinden är bevarad med den ursprungliga interiören. Under av en period av 60 år fungerade byggnaden som köttbesiktningsbyrå, där man synade torghandelns kött. Med anledning av denna verksamhet fick huset smeknamnet Synagogan. Delar av huset inreddes också under denna period med allmänna toaletter med entré från promman mot grannen i väster.

## Historik

### Brandväsendet i Kalmar
På medeltiden organiserades brandväsendet med stöd av stadslagen. Lagen föreskrev att staden skulle delas in i fyra fjärdingar, som skulle vara ledda av fjärdingshövdingar. Det skulle finnas vissa brandredskap vid varje gård. Så småningom anställdes även brandvaktskarlar. Nya regler för brandväsendet infördes år 1781. De nya reglerna byggde också de på borgarnas insatser.
För Kalmar kom 1830 utförliga bestämmelser om en ny brandordning. De nya utförliga bestämmelserna byggde även de på bland annat varsamhet med eld, sotning, brandsyn, bevakning, utrustning och bevakning genom tornvakt och brandvakt. Växjö drabbades av en förödande stadsbrand 1838. Efter det sammanträdde Sällskapet ÅM i Kalmar för att diskutera frågan om ett organiserat brandväsende i staden. För att utarbeta ett förslag till frivillig brandkår tillsattes en kommitté. Året efter godkändes förslaget och underställdes länsstyrelsen och Kungl. Maj:t för prövning. ÅM såg därefter till att reglementet verkställdes. Man startade då en frivillig brandkår med 150 medlemmar och två lättare slangsprutor. Under en stor del av 1800-talet förekom nattpatrullering med brandvakt.
I Kalmar fanns det från 1874 fram till 1903 kommunala nattväktare för skydd mot ”eld och brand och tjuvnad”. Vid Stortorget, i det lilla huset väster om Kalmar rådhus, fanns det från 1867 en brandstation för 4 sprutor. Vid Stortorget fanns det från 1867 ett uppfordringsverk i det lilla huset väster om Rådhuset. När det brann hade alla arbetsföra män mellan 18 och 55 år plikt att ställa upp.

### Kalmar stads stora spruthus 1886–1906
På rådhusgården restes ett slangtorn och brandstationen flyttades 1887 till det vita Rådhusannexet mot Södra Långgatan 43. I slutet av 1800-talet började försäkringsbolagen ställa krav på att en permanent brandkår skulle inrättas. Vid bränder gav vattenförsörjningen problem, eftersom vatten togs från gatubrunnar och från Kalmarsund. Men en rad nya brandposter ordades efter att vattentornet i Kalmar stod klart år 1900. Rådhusannexet, Kalmar stads stora spruthus, användes som brandstation (spruthus) år 1886–1906 och ersatte det gamla spruthuset mot Stortorget fram till den 1 januari 1906.

### Den gamla brandstationen vid Södra Kanalgatan 1906-2017

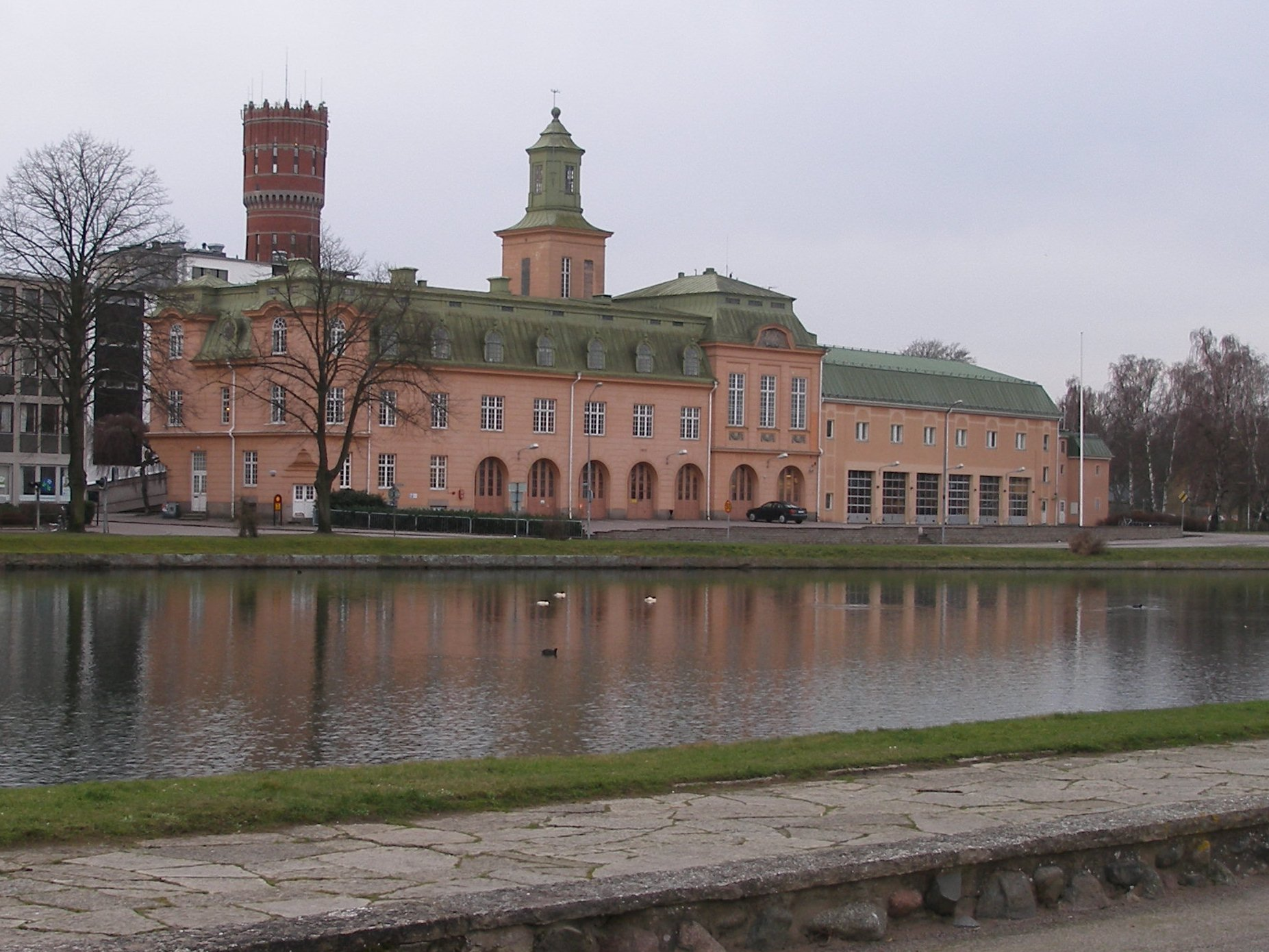
Brandstationen i Kalmar på Kvarnholmens nordvästra del vid Södra Kanalgatan byggdes 1905–1906 och hade sin verksamhet i 111 år fram till 2017. Arkitekter var Ivan Björkman och Agi Lindegren.

En ny brandordning kom år 1905. Den nya brandstationen, som man numera också kan kalla den "gamla brandstationen", vid Södra Kanalgatan, på Kvarnholmen togs i bruk året därpå, 1906. Byggnaderna i kvarteret Brandvakten 7 är ritade 1905 av stadsingenjören Ivan Björkman med fasader av arkitekt Agi Lindegren. Agi Lindegren var arkitekt, men ritningarna baserades i sin tur på ritningsunderlag av stadsingenjören Ivan Björkman. Kvarteret Brandvakten är beläget på Kvarnholmens nordvästra del. Fastigheten Brandvakten 7, där Kalmars gamla brandstation låg, är belägen söder om Södra Kanalgatan mellan Larmgatan och Kaggensgatan. Kvarteret bestod av ytterligare tre tomter med flerbostadshus, flertalet med butikslokaler i bottenvåningen. Brandstationen är byggd i två etapper. Den äldsta byggnadsdelen stod klar 1906. 1985 uppfördes en tillbyggnad mot väster. Husets arkitektur är präglad av sekelskiftets brytning mellan olika arkitekturstilar, klassicism, jugend och nationalromantik. Det var vid brandstationen vid Södra Kanalgatan som den första fasta brandkåren fick sin bas med 12 anställda och ett antal hästar. 1916 kom den första brandbilen till kåren och 1926 försvann den sista hästen. 1985 byggdes brandstationen till med Maciej Górski som arkitekt. Fram till kommunsammanslagningen 1971 sköttes brandförsvaret utanför staden helt av frivilliga brandkårer. I samband med tillbyggnaden byggdes gården igen, vilket "kraftigt påverkade söderfasaden på den ursprungliga byggnadsdelen". Brandstationen stängdes i april 2017 samtidigt som den nya brandstationen i Oxhagen invigdes. Då hade brandstationen vid Södra Kanalgatan varit verksam i 111 år.

### Brandstationen byggs om till bostäder
Enligt ett planförslag på fullmäktiges sammanträde 2018 ska den äldre delen av den gamla brandstationen bevaras exteriört, men inuti byggnaden görs nedervåningen om till kontorslokaler. Våningarna från andra planet och uppåt görs om till bostäder. Med en påbyggnad på det befintliga parkeringsdäcket mot Larmgatan rör det sig om ett 40-tal bostäder. Dessutom ska det byggas en paviljong i hörnet Kanalgatan/Larmgatan. Brandkåren flyttade till nya lokaler 2017. I den gamla brandstationen kommer byggnaden att få en om-, till- och nybyggnation av 44 hyreslägenheter, alla hyresrätter, och kommersiella ytor på över 3500 kvadratmeter. Det kommer att bli en blandning av klassiska hus och nybyggnation av arbets- och boendemiljö. Under hösten 2018 påbörjas arbetet och projektet beräknas stå helt färdigt sommaren 2020.

### Nya brandstationen i Oxhagen
Den 4 april 2017 flyttades brandstationen till det nya huset i Oxhagen. Den nya brandstationen på Scheelegatan 11 vid E22:an i Oxhagen invigdes den 25 april 2017. Samtidigt var det kortege genom staden när den nya stationen invigdes och samtidigt stängdes den gamla brandstationen på Kvarnholmen. Den nya brandstationen är byggd helt efter räddningstjänsten och serviceförvaltningens önskemål. Det är en modern anläggning som har allt en nybyggd station kan tänkas behöva.